# جزر المغامرة

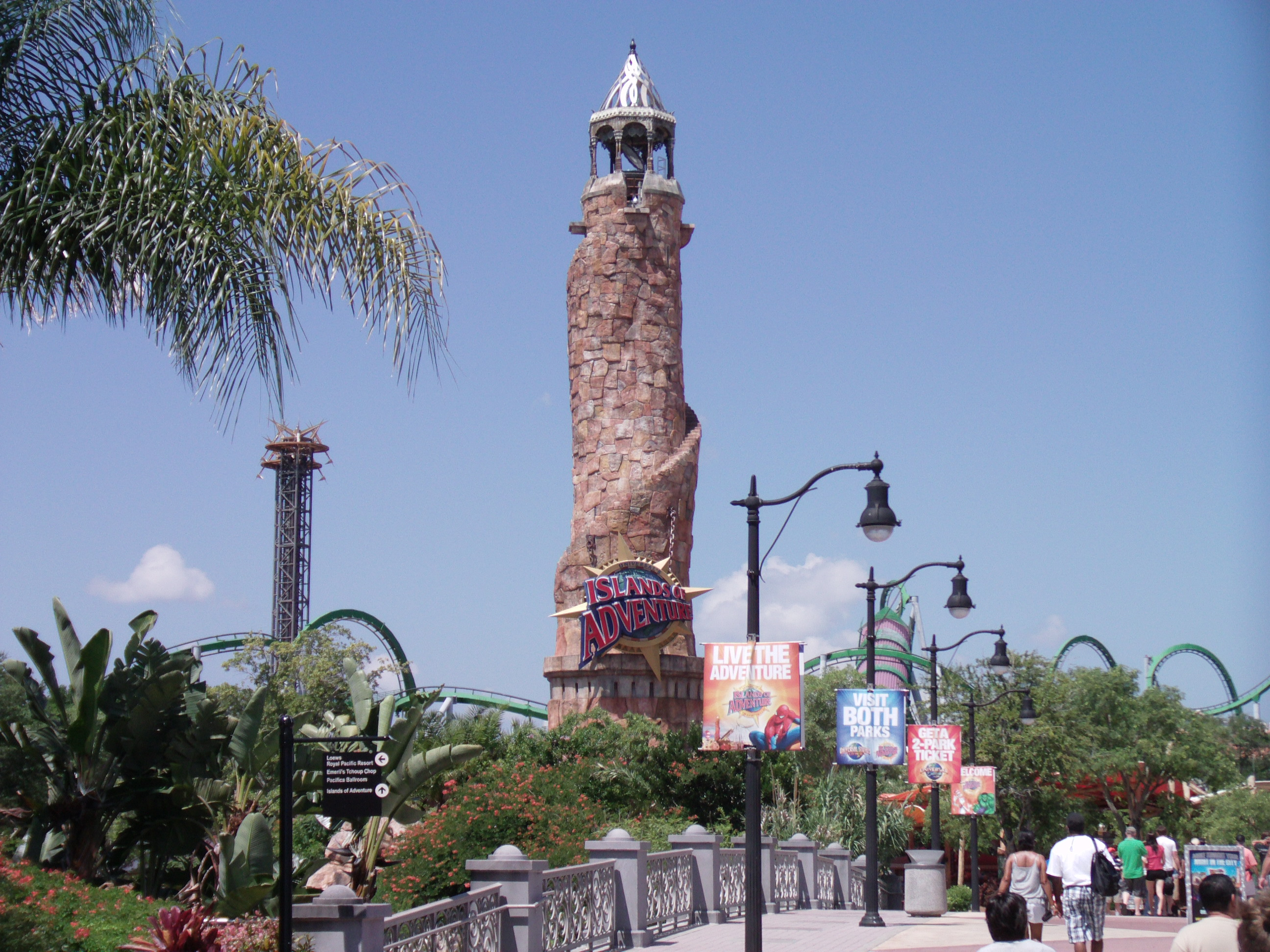
الفنار القديم في مدخل الجزر

الجزر العالمية للمغامرة (المعروفة باسم جزر المغامرة) هي حديقة ملاهي في أورلاندو فلوريدا.تم افتتاحها في 28 مايو عام 1999، منفردة مع مدينة الممشى، كجزء من التوسع الذي تم فيه تحويل استوديو فلوريدا العالمي إلى منتجع أورلاندو العالمي. شعار هذا المتنزه هو «عش المغامرة» (من 1999 إلى الوقت الحاضر).
موضوع الحديقة بشكل عام هو رحلة استكشافية، حيث يغادر الضيوف من الميناء الرئيسي لزيارة ست جزر أخرى لتعيش المغامرة. وفي 18 يونيو 2010 كانت الجزيرة السابعة العالم السحري لهاري بوتر وافتتحت رسميا في الحديقة، وكانت أكبر استثمار منذ الافتتاح. وفي عام 2013، كانت جزر المغامرة قد استضافت ما يقارب 8.1 مليون زائر مما جعلها تحتل المرتبة السابعة بين حدائق الولايات المتحدة الأمريكية والحادية عشر في جميع أنحاء العالم. قبل أن تبنى جزر المغامرة، كان الموقع مقررا لبناء مركزاً للتسوق وكان سيسمى بغاليريا أورلاندو. وفي عام 1985م وضعت خطط مركز التسوق للمرة الأولى ولكن تم إلغائها في نهاية عام 1990.

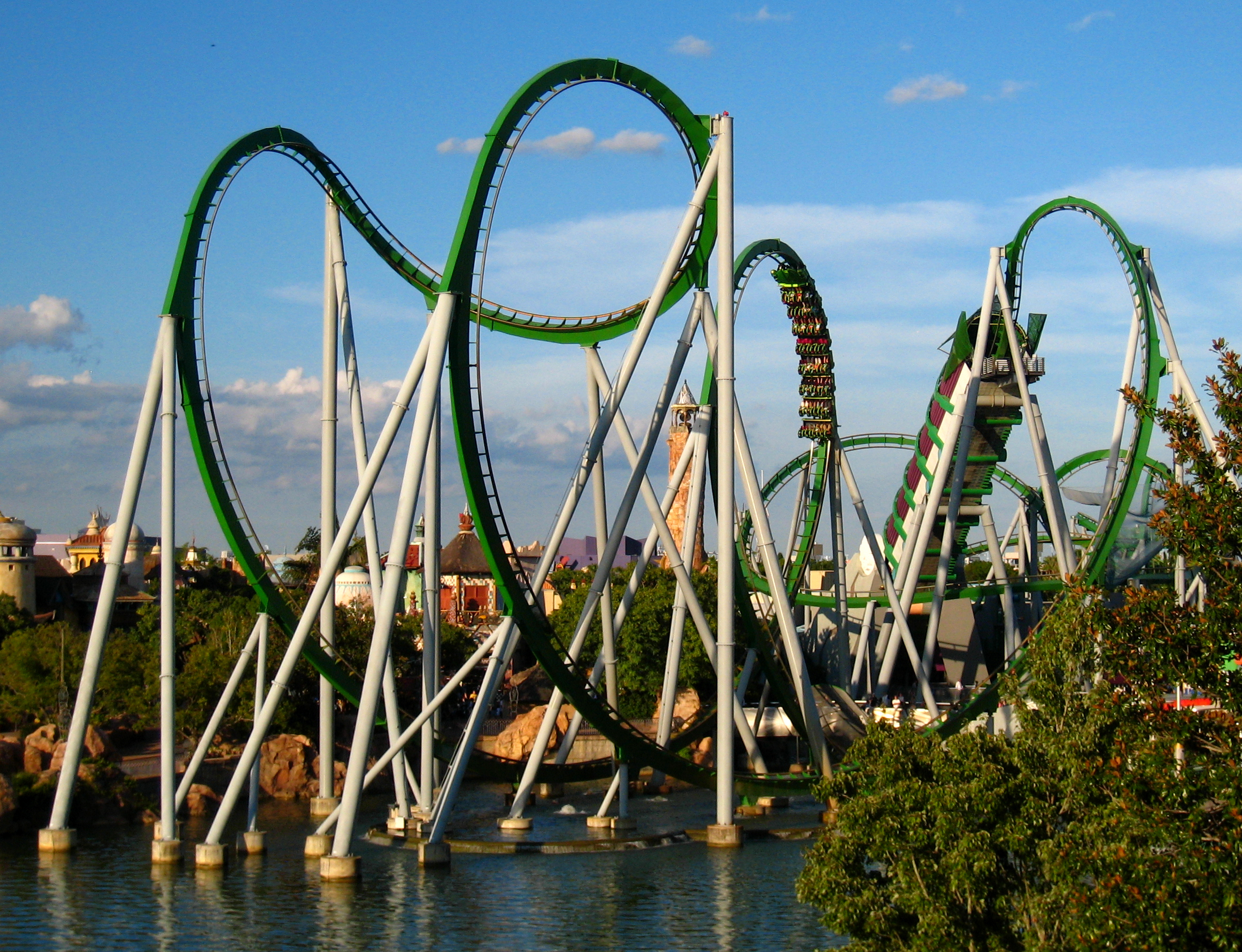
الأفعوانية الضخمة

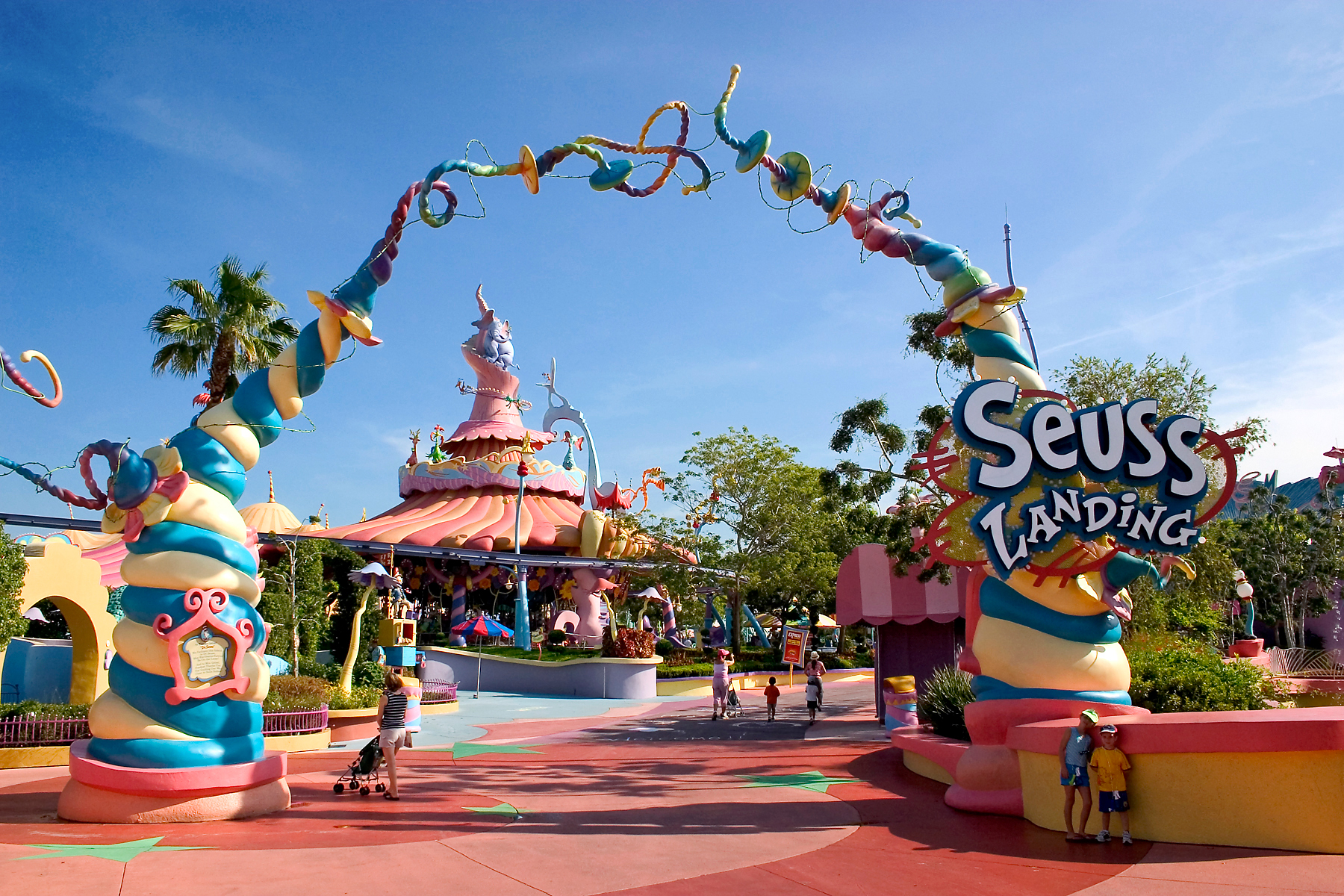
محطة الهبوط سوس

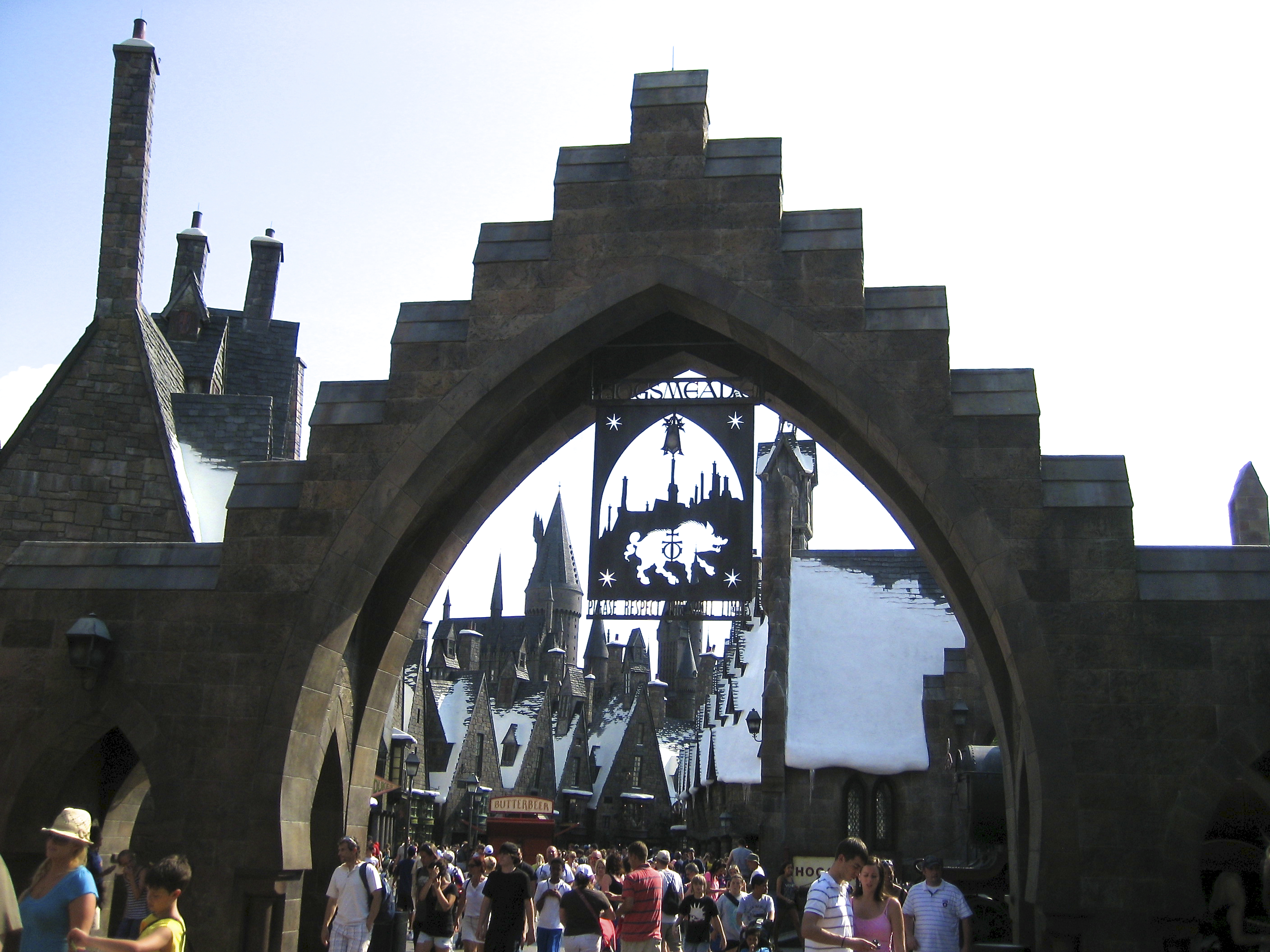
مدخل عالم السحر لهاري بوتر

## التاريخ
خلال بناء الحديقة، افتتح المركز العالمي تجريبياً، وكان يجاور يونيفرسال ستوديوز فلوريدا قبل افتتاح الحديقة الجديدة بعامين.